# ونتسیسلاو بونف
ونتسیسلاو بونف (بلغاری: Венцислав Бонев؛ زادهٔ ۸ مهٔ ۱۹۸۰) بازیکن فوتبال اهل بلغارستان است.
از باشگاه‌هایی که در آن بازی کرده است می‌توان به باشگاه فوتبال بوتو پلوودیو و باشگاه فوتبال لوکوموتیو صوفیه اشاره کرد.